# Victoria Park (Leicester)

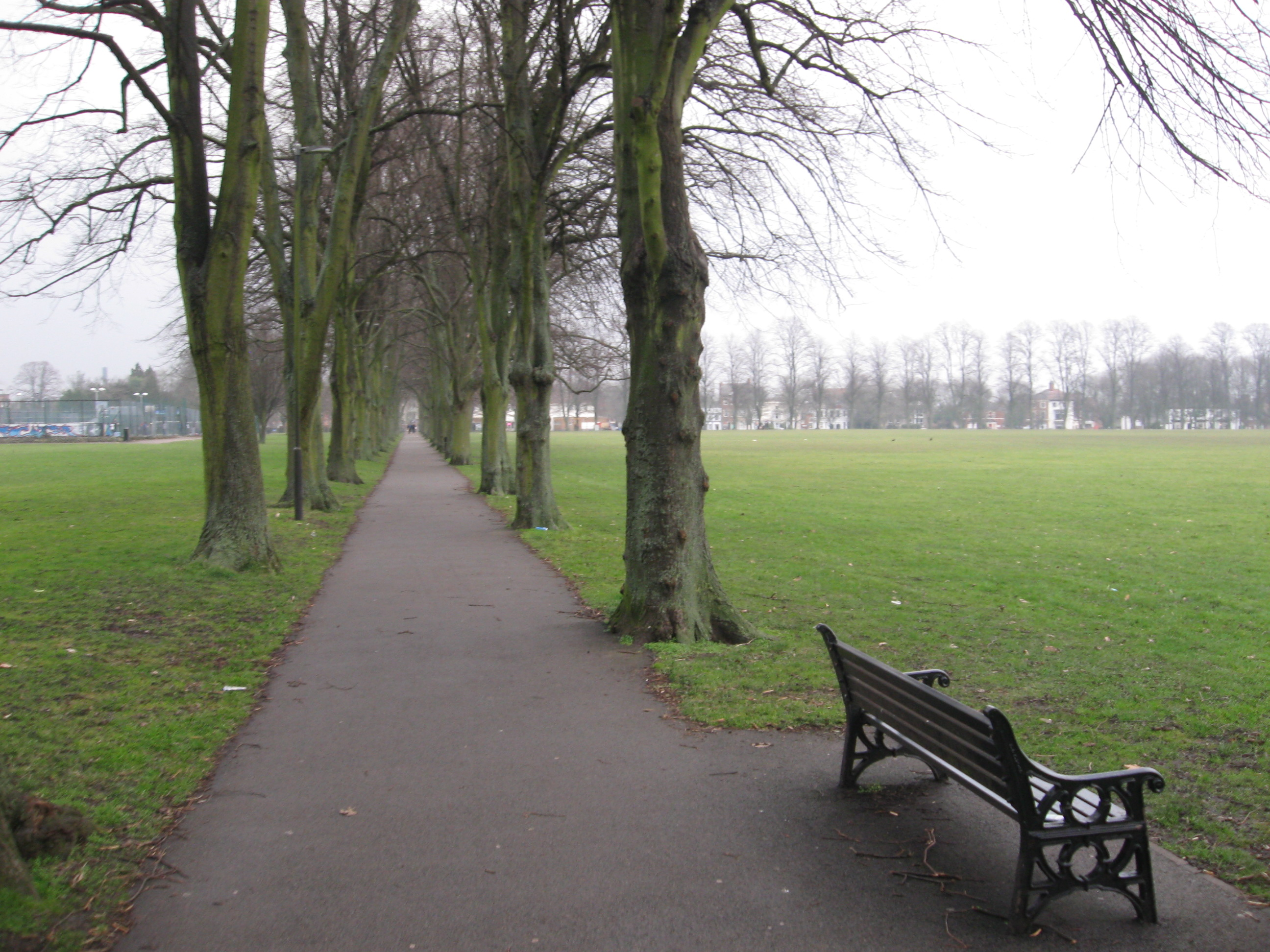
Victoria Park

Victoria Park – park położony w południowo-wschodniej części miasta Leicester, o powierzchni 27,9 hektarów (279 000 m²), otwarty w 1882 r. Obok parku znajduje się University of Leicester, De Montfort Hall. Park otaczają dwie główne ulice London Road (A6), Victoria Park Road (B568), oraz Granville Road. Blisko parku znajduje się dworzec kolejowy, w odległości sześciuset metrów.
Park posiada zaplecze do uprawiania sportów m.in.: tenisa, koszykówki, krykieta, piłki nożnej.
W parku organizowane są imprezy plenerowe: Caribbean Carnival oraz Leicester Pride. Istnieje również budynek, gdzie znajduje się kawiarnia, bar, restauracja.

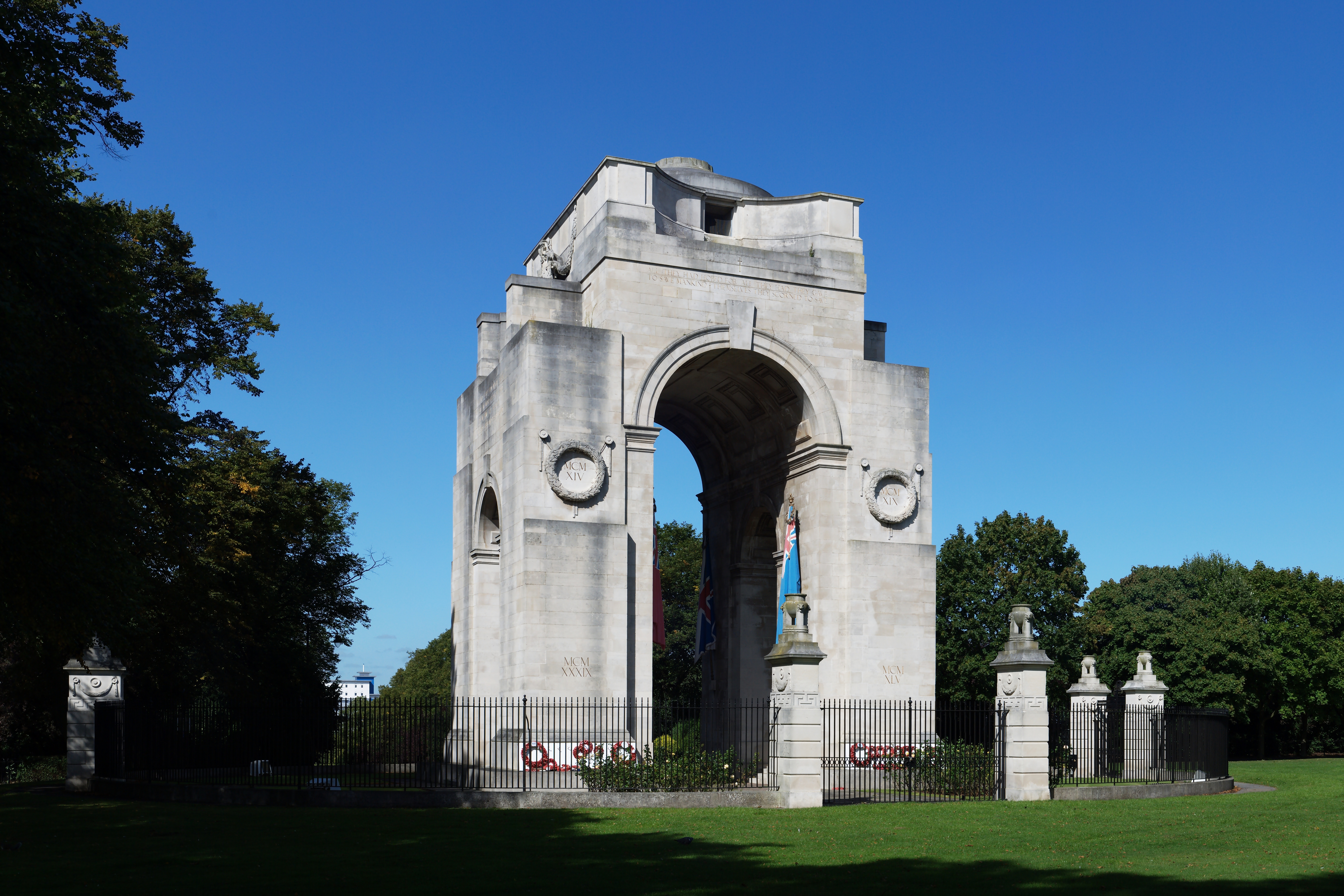
Pomnik War Memorial w parku

Na terenie parku znajduje się pomnik The War Memorial.